# Кологрив
Кологрив (рос. Кологрив) — місто в Кологривському районі Костромської області Російської Федерації.
Населення становить 2706 осіб. Входить до складу муніципального утворення місто Кологрив.

## Історія
У 1936-1944 року населений пункт перебував у складі Горьковської області. Від 1944 належить до Костромської області.
Від 2007 року входить до складу муніципального утворення місто Кологрив.

## Населення
| 1856  | 1897  | 1913  | 1926  | 1931  | 1939  | 1959  |
| ----- | ----- | ----- | ----- | ----- | ----- | ----- |
| 1300  | ↗2600 | ↗2900 | ↗3100 | →3100 | ↗4000 | ↗4568 |
| 1970  | 1979  | 1989  | 1992  | 1996  | 1998  | 2000  |
| ↗4599 | ↘4296 | ↗4306 | ↘4100 | →4100 | ↘4000 | →4000 |
| 2001  | 2002  | 2003  | 2005  | 2006  | 2007  | 2008  |
| ↘3900 | ↘3700 | →3700 | ↘3500 | →3500 | →3500 | ↘3419 |
| 2009  | 2010  | 2011  | 2012  | 2013  | 2014  | 2015  |
| ↘3403 | ↘3314 | ↘3300 | ↘3286 | ↘3240 | ↘3147 | ↘3080 |
| 2016  | 2017  | 2018  | 2019  | 2020  | 2021  |       |
| ↘3067 | ↘3032 | ↘2955 | ↘2935 | ↘2882 | ↘2706 |       |